# Hercule și regina din Lidia
Hercule și Regina din Lidia (titlu original: Ercole e la regina di Lidia, în engleză Hercules Unchained) este un film italiano-franțuzesc epic fantastic  din 1959 regizat de Pietro Francisci despre eroul grec Hercule.  Rolurile principale au fost interpretate de actorii Steve Reeves și Sylva Koscina într-o poveste despre doi frați războinici și necazurile lui Hercule la curtea reginei Omphale. Este a doua apariție a lui Reeves  ca Hercule și ultima. Scenariul este scris de Ennio De Concini și Pietro Francisci și este vag bazat pe diferite legende mitologice grecești antice. Filmul este produs de Bruno Vailati și Ferruccio De Martino și este o continuare a filmului  Hercule (din 1957/58)

## Prezentare
În timp ce călătorește, Hercule este rugat să intervină într-o ceartă între doi frați, Eteocles și Polynices,  cu privire la cine să conducă Teba. Înainte de a putea îndeplini această sarcină, Hercule bea dintr-o băutură magică și este hipnotizat de o fată de harem care dansează "Dansul lui Shiva", Hercule își pierde memoria și ajunge prizonier al reginei Omphale din Lidia. Regina îi ține captivi pe bărbați până când se satură de ei, apoi îi transformă în statui. În timp ce tânărul Ulysses încearcă să-l ajute să-și recapete amintirile, soția lui Hercule se află în pericol din cauza lui Eteocles, conducătorul actual al Tebei antice (Boeotia) care intenționează să o arunce la fiarele sălbatice din arena lui de divertisment. Hercule ucide trei tigri unul după altul și își salvează soția, apoi ajută armata Tebei  să respingă atacurile mercenarilor angajați de Polynices. Cei doi frați se luptă în final pentru tron și sfârșesc prin a se omorî unul pe celălalt; în cele din urmă bunul preot Creon este ales prin aclamații. 

## Distribuție
- Steve Reeves - Hercule
- Sylvia Lopez – Regina  Omphale din Lidia
- Sylva Koscina - Iole
- Sergio Fantoni - Eteocles
- Mimmo Palmara - Polynices
- Gabriele Antonini - Ulysses
- Fulvio Carrara - Castor
- Willi Colombini - Pollux
- Gian Paolo Rosmino -  Aesculapius
- Gino Mattera - Orfeu
- Primo Carnera - Antaeus
- Cesare Fantoni - Regele Oedipus
- Daniele Vargas - Amphiaraus
- Carlo D'Angelo – Marele Preot Creon
- Fulvia Franco - Anticlea
- Colleen Bennett - prima balerină
- Nando Cicero – Lastene

## Producție
Povestea lui Hercule și a reginei Omphale își are originea într-un mit antic grec, care a avut mai multe variante de-a lungul istoriei.  
Numele personajelor sunt derivate dintr-un amestec de diferite legende și piese de teatru antice grecești, cele mai notabile fiind  Șapte împotriva Tebei de  Aeschylus și  Oedipus la Colonus de  Sophocles. 
Replica lui Hercule: "Am țesut firele [memoriei mele] împreună "este o referință la sarcina sa de a răsuci firul și de a țese împreună cu servitorii reginei Omphale 
Filmul este foarte vag bazat pe materialul sursă, amestecând întâmplător evenimente și  cu caracteristici diferite față de cele descrise în surse. 

## Lansare și primire
A avut încasări de 2,5 milioane $ în vânzările din SUA și Caanda. 
Criticul de film Howard Hughes argumentează că datorită unui scenariu mai bun, a  "acțiunii incisive" și a jocului actoricesc convingător filmul este "superior predecesorului său" Hercule. Referitor la distribuție, el laudă mai ales interpretarea  actriței franceze  Sylvia Lopez ("eficient  de mișcător") a cărei carieră s-a sfârșit prematur în 1958, la vârsta de 28 de ani, de leucemie.
Filmul al fost al treilea cel mai popular la box-office-ul britanic în 1960. Pelicula apare și într-un episod Mystery Science Theater 3000.

## Adaptare ca benzi desenate
- Dell Four Color #1121 (august 1960)[7][8]

## Biografie
- Hughes, Howard (2011). Cinema Italiano - The Complete Guide From Classics To Cult. London - New York: I.B.Tauris. ISBN 978-1-84885-608-0.